# Communauté de communes Touraine Est Vallées
Die Communauté de communes Touraine Est Vallées (offizielle Schreibweise: Communauté de communes Touraine-Est Vallées) ist ein französischer Gemeindeverband mit der Rechtsform einer Communauté de communes im Département Indre-et-Loire in der Region Centre-Val de Loire. Der Gemeindeverband wurde am 22. Dezember 2016 gegründet und umfasst zehn Gemeinden. Der Verwaltungssitz befindet sich im Ort Montlouis-sur-Loire.

## Historische Entwicklung
Der Gemeindeverband entstand mit Wirkung vom 1. Januar 2017 durch die Fusion der Vorgängerorganisationen
- Communauté de communes de l’Est Tourangeau und
- Communauté de communes du Vouvrillon.

## Mitgliedsgemeinden
| Gemeinde                                    | Einwohner 1. Januar 2022 | Fläche km² | Dichte Einw./km² | Code INSEE | Postleitzahl |
| ------------------------------------------- | ------------------------ | ---------- | ---------------- | ---------- | ------------ |
| Azay-sur-Cher                               | 3.127                    | 22,85      | 137              | 37015      | 37270        |
| Chançay                                     | 1.123                    | 15,04      | 75               | 37052      | 37210        |
| La Ville-aux-Dames                          | 5.575                    | 8,00       | 697              | 37273      | 37700        |
| Larçay                                      | 2.577                    | 11,19      | 230              | 37124      | 37270        |
| Monnaie                                     | 4.785                    | 39,42      | 121              | 37153      | 37380        |
| Montlouis-sur-Loire                         | 11.261                   | 24,55      | 459              | 37156      | 37270        |
| Reugny                                      | 1.764                    | 29,72      | 59               | 37194      | 37380        |
| Véretz                                      | 4.682                    | 13,86      | 338              | 37267      | 37270        |
| Vernou-sur-Brenne                           | 2.871                    | 25,91      | 111              | 37270      | 37210        |
| Vouvray                                     | 3.397                    | 22,92      | 148              | 37281      | 37210        |
| Communauté de communes Touraine Est Vallées | 41.162                   | 213,46     | 193              | –          | –            |